# Eyralpenus diplosticta
Eyralpenus diplosticta là một loài bướm đêm thuộc phân họ Arctiinae, họ Erebidae.